# 况琛
况琛（？—？），又名况文，江西高安人，明朝政治人物 ，同進士出身。

## 生平
明朝永乐二年（1404年），参加甲申科殿试，登金榜，正奏第三甲，赐同进士出身第135名。